# Konstantin Kosasjev
Konstantin Iosifovitj Kosasjev (ryska: Константин Иосифович Косачев), född 17 september 1962 i Moskva oblast är en rysk politiker och tidigare diplomat. 
Han är senator i Federationsrådet och ordförande i dess utrikespolitiska utskott. 
Konstantin Kosasjev är son till Nina och diplomaten Joseph Artemyevitj Kosasjev. Han utbildade sig på Moskvas statliga institut för internationella relationer i Moskva med examen 1984. Han arbetade från 1991 på Rysslands ambassad i Stockholm och har varit biträdande chef för utrikesministeriets avdelning för bland annat de nordiska länderna. Han valdes in i Statsduman 1999. Han blev också 2003, 2007 och 2011 invald för Förenade Ryssland i Statsduman, där han varit vice ordförande och ordförande i dess utrikesutskott. 
Han utnämndes 2012 till chef för Rossotrudnichestvo, den federala myndigheten för frågor om Oberoende staters samvälde, utlandsryssar och internationellt humanitärt samarbete.
Han disputerade 2003 på avhandlingen "Konceptet för utvecklingen av internationell rätt inom området för att bekämpa kärnvapenterrorism" på Ryska utrikesministeriets diplomatakademi.
Från 2014 har han suttit som senator i Federationsrådet som representant Tjuvasjien och senare för Marij El. År 2014 valdes han till ordförande i dess utrikesutskott.
År 2018 upptogs han på USA:s sanktionslista.
Han är gift med Lyudmila Muranova (född 1958). Paret har tre barn.